# Anthony S. Cheke
Anthony Stephen Cheke (* 21. August 1945) ist ein britischer Biologe, Ökologe und Ornithologe.
Cheke studierte in den 1960er Jahren in Oxford und forschte danach als Tier- und Pflanzenökologe unter anderem in Thailand, Japan, Korsika, Äthiopien und der Elfenbeinküste und auf den Maskarenen-Inseln (Mauritius, Réunion, Rodrigues). Aus dem Studium der bedrohten Vogelwelt der Maskarenen 1973 bis 1975 und 1978 entstand ein Buch. Ab Mitte der 1990er Jahre kam er auf das Thema zurück, was zu einem gemeinsamen Buch mit Julian Pender Hume führte. 1982 bis 2011 hatte er hauptberuflich einen Buchladen (Dodo Books) in Oxford. Insbesondere befasste er sich mit dem ausgestorbenen Dodo.

## Dedikationsnamen
1984 wurde die Unterart Phelsuma abbotti chekei des Seychellen-Taggeckos nach Cheke benannt. Julian Hume benannte im Jahr 2019 die ausgestorbene Rallenart Dryolimnas chekei von Mauritius nach Anthony Cheke.

## Schriften
- Mitautor von D.R. Stoddard (Herausgeber) Biogeography and Ecology of the Seychelles Islands (Monographiae Biologicae), Springer, 1984
- mit Julian P. Hume Lost Land of the Dodo - an ecological history of the Mascarene Islands, A & C Black Publ., 2008
- Mitautor von A.W. Diamond (Herausgeber) Studies of Mascarene Island Birds, Cambridge University Press 1987, 2009